# The Ridin' Rowdy
Pour plus de détails, voir Fiche technique et Distribution.
The Ridin' Rowdy est un film américain réalisé par Richard Thorpe, sorti en 1927.

## Synopsis
Billy Gibson va déjouer un complot visant à dépouiller son père de ses terres, sur fond de conflit entre cow-boys et bergers...

## Fiche technique
- Titre original : The Ridin' Rowdy
- Réalisation : Richard Thorpe
- Scénario : Frank L. Inghram[1]
- Photographie : Ray Ries
- Production : Lester F. Scott Jr.
- Société de production : Action Pictures
- Société de distribution : Pathé Exchange
- Pays d'origine :  États-Unis
- Langue originale : anglais
- Format : noir et blanc — 35 mm — 1,37:1 — Film muet
- Genre : Western
- Durée : 5 bobines
- Date de sortie :
  - États-Unis : 24 avril 1927

## Distribution
- Jay Wilsey : Bill Gibson
- Olive Hasbrouck : Patricia Farris
- Al Hart : Mose Gibson, le père de Bill
- Harry Todd : "Deefy"
- Lafe McKee : "Doc"
- Jack McCredie : Shuler
- Slim Whitaker : Miller
- Walter Brennan
- Raye Hampton